# Astragalus argentocalyx
Astragalus argentocalyx är en ärtväxtart som beskrevs av Dieter Podlech. Astragalus argentocalyx ingår i släktet vedlar, och familjen ärtväxter. Inga underarter finns listade i Catalogue of Life.